# Ниуас (округ)
Ниуас (тонг. Ongo Niua) — один из пяти округов Тонга, расположенный на архипелаге Ниуас. Административный центр округа и  архипелага — Хихифо (1000 человек) находится на острове Ниуатопутапу, который является главным остров округа. Кроме Ниуатопутапу в округ входят такие острова как Тафахи и Ниуафооу. Ниуас — самый маленький по всем трем параметрам (площадь, население и его плотность) округ в Тонга. Кроме тонганского местные жители также говорят на языке ниуафооу и английском.
В состав округа Ниуас входят 2 района: Ниуатопутапу и Ниуафооу.